# پرواز مستقیم
در هوانوردی پرواز مستقیم به پروازی گفته می‌شود که شرکت هواپیمایی مسافران را بین دو نقطه بدون تغییر در شماره پرواز (که ممکن است شامل توقف میانی در مسیر نیز بشود) جابجا می‌کند. ممکن در این توقف میانی بعضی مسافران پیاده و بعضی سوار شوند. هدف از توقف، می‌تواند بازرسی فنی و انجام تعمیرات یا سوخت‌گیری باشد. در بیشتر موارد پرواز مستقیم با پرواز بدون توقف اشتباه گرفته می‌شود که در آنها توقفی در میانه مسیر وجود ندارد. اگر در طول مسیر، تغییری در شماره پرواز پدید آید آنگاه به آن «پرواز پیوندی» (به انگلیسی: Connecting Flight) گفته می‌شود.

## مباحث کلی
در آمریکا عبارت پرواز مستقیم، تعریف قانونی ندارد. اما از دهه ۱۹۷۰ بر اساس «راهنمای رسمی شرکت هواپیمایی» اعلام شده، «پرواز مستقیم» به طور ساده «پرواز بدون تغییر شماره پرواز» تعریف شده است. زیرا در آیین‌نامه‌های اولیه عبارت «مستقیم» به معنی «بدون تغییر هواپیما» بوده است. پروازهای مستقیم با پروازهای پیوندی فرق می‌کنند. زیرا (نه همیشه) در پروازهای پیوندی، بین مبدأ و مقصد پرواز، وابستگی وجود دارد. مثلاً اگر حرکت هواپیمای اول لغو شود هواپیمای دوم نمی‌تواند از زمین بلند شود. معمولاً در پروازهای مستقیم، جابجایی مسافران از طریق گیت‌های کنار یکدیگر یا نزدیک به هم انجام می‌شود.
شرکت‌های هواپیمایی، فرودگاه‌ها و مقامات امنیتی، در هر در کشور، سیاست‌های خود را در مورد اینکه آیا مسافران باید در هواپیما باقی بمانند یا نه اعمال می‌کنند. برای نمونه، در پروازهایی که تنها برای سوخت‌گیری نیاز به توقف دارند مسافران حق پیاده شدن از هواپیما را ندارند. از سوی دیگر ممکن است به دلایل امنیتی یا طولانی شدن مدت توقف یا تغییر پرسنل و خدمه پرواز، مسافران از هواپیما پیاده شده و در یک محل مشخص نگهداری شوند.
ممکن است شرکت‌های هواپیمایی از یک فرودگاه مشخص یا معمولاً قطب شرکت هواپیمایی برای پروازهای مستقیم خود استفاده کنند یا حتی شرکت هواپیمایی تغییر کند.